# Лиса и Волк (сказка)
«Лиса и Волк» («Лисичка-сестричка и волк», «Сказка о сером волке») — сюжет нескольких русских народных сказок.
По системе классификации сказочных сюжетов Аарне — Томпсона является контаминацией сюжетов 1, 2, 3, 4.

## Сюжет
В сказке обнаруживается так называемая «контаминация», заключающаяся в сцеплении нескольких однотемных сюжетов. В сказке «Лиса и Волк» традиционно соединяются три эпизода: «Лиса крадёт рыбу из саней», «Волк у проруби» и «Битый небитого везёт». Эпизоды объединены характерными однотипными действиями в разных ситуациях двух персонажей — хитрой Лисы и глуповатого Волка. Выдумки и лукавство Лисы располагают читателей или слушателей в её пользу, а остроту конфликта между животными сглаживает мягкий юмор.
Как-то раз Лиса увидела, что мужик везёт на санях с рыбалки богатый улов. Лиса, желая полакомиться рыбкой, улеглась на дороге и прикинулась мёртвой. Мужик подбирает Лису, радуясь, что из её меха выйдет хороший воротник, бросает находку на сани и продолжает путь. Тем временем Лиса съедает рыбу и убегает. Ей встречается голодный Волк, и плутовка рассказывает ему, будто наловила рыбу, опустив хвост в прорубь и приговаривая: «Ловись, рыбка, мала и велика!». Волк, поверив Лисе, добрался до проруби на реке и окунул хвост в воду. Лиса уходит, сказав: «Ясни, ясни на небе звёзды! Мёрзни, мёрзни волчий хвост!». А Волк, оставшись в дураках, всё ещё сидит, опустив хвост в уже замерзающую прорубь. Тем временем Волка замечают селяне, которые со страха начинают его избивать чем попало: дубинками, граблями, коромыслами, а Волк не может спастись бегством из-за вмёрзшего в лёд хвоста. В конце концов серый рванулся изо всех сил, хвост оторвался, а его хозяин унёс ноги.
Тем временем Лиса пробирается в избу в поисках чего-нибудь съестного и находит горшок с тестом, но тесто проливается ей на голову, и Лиса уходит ни с чем. Вскоре она встречает Волка, который рассказывает ей о своих злоключениях, а Лиса в ответ жалуется, что её тоже побили, и, показывая растёкшееся тесто, говорит — вот, мол, как ударили, мозги вытекли, еле на ногах держусь. Волку становится жалко Патрикеевну, и он предлагает её подвезти.
Довольная Лиса садится на спину голодного, избитого, с обрывком хвоста Волка и, довольная, бормочет: «Битый небитого везёт». Волк слышит её шёпот, но слов не разбирает и спрашивает, что она говорит. Но Лиса отвечает, что она сказала «Битый битого везёт».

## Происхождение
Одна из самых первых версий сказки была опубликована ориентировочно в XVIII веке, а в 2003 году переиздана в сборнике «Старая погудка на новый лад: Русская сказка в изданиях конца XVIII века». «Классические» версии сказки были записаны в Бобровском уезде Воронежской губернии А. Н. Афанасьевым в 1848 году, в Переславль-Залесском уезде Московской губернии Н. Бодровым и в Харьковском уезде одноимённой губернии писателем Г. Ф. Квиткой-Основьяненко, а затем сказка была опубликована в сборнике Афанасьева.
В указателе сказочных сюжетов Аарне — Томпсона сюжет имеет № 7 и описание: «По совету Лисы Волк опускает хвост в прорубь, чтобы наловить рыбы; хвост примерзает; Волк спасается от людей (мужиков, баб с коромыслами), оборвав хвост». Этот сюжет используется в памятнике французской городской литературы конца XII—XIV века — «Романе о Лисе», где точно таким же образом главный герой, лис Ренар, обманывает волка Изенгрима.

## Вариации
- В молдавской и румынской версии сказки (Как Лиса Медведя одурачила) лиса обманывает не Волка, а Медведя. Данная сказка была записана известным румынским писателем и фольклористом Ионом Крянгэ.
- Существует аналогичная японская народная сказка (яп. きつねとかわうそ),  (яп. しっぽのつり Сиппо-но цури, Ловля рыбы хвостом), где в роли жертвы выступает сама Лиса, а в роли трикстера — Выдра. В некоторых версиях вместо Лисы жертвой является Обезьяна[6]. Сказка была экранизирована дважды: в 1975 году в выпуске аниме-сериала «Рисованные японские сказки»  (яп. まんが にほん むかし ばなし Manga Nihon Mukashi Banashi)[7] и в 2014 году в 93-й серии (яп. 尾釣り) аниме-сериала «Японские народные сказки[англ.]» (яп. ふるさと再生 日本の昔話). Гифка, сделанная из фрагмента серии «Рисованных японских сказок», в 2009 году стала интернет-мемом[8].

## Экранизации и постановки
- «Лиса и Волк» (1936) — первая экранизация сказки, а также один из самых первых цветных мультфильмов СССР. В своё время пользовался грандиозным успехом[источник не указан 1048 дней].
- «Лиса и Волк» (1958) — рисованный мультфильм режиссёра Петра Носова.
- «Волчище — серый хвостище» — мультфильм в технике перекладки (1982).
- «Ловись, рыбка!» — кукольный мультфильм Свердловской киностудии (реж. Галина Тургенева, 1983).
- «Ловись, рыбка» — мультфильм студии Пилот, в сериале Гора самоцветов (2005).